# Married but Living Single
Married but Living Single es una película nigeriana de drama romántico de 2012, dirigida por Tunde Olaoye. Está protagonizada por Funke Akindele, Joseph Benjamin, Joke Silva, Tina Mba, Kiki Omeili y Femi Brainard. La película se inspiró en un libro del mismo nombre del pastor Femi Faseru de KICC Lagos.

## Sinopsis
Kate (Funke Akindele) es una mujer con una carrera profesional que está casada con un empresario, Mike (Joseph Benjamin), al que le diagnostican cáncer de pulmón. Ahora, Kate tiene que elegir entre tomar un descanso del trabajo para estar con su esposo mientras se recupera de su cirugía, o permanecer dedicada a su compañía, que tiene una gran posibilidad de ganar un contrato importante con una gran empresa de telecomunicaciones.

## Elenco
- Funke Akindele como Kate
- Joseph Benjamin como Mike
- Broma Silva como la jefa de Kate
- Tina Mba como
- Kiki Omeili como Titi
- Femi Brainard como
- Kalejaiye Paul como Patrick
- Adeola Faseyi como
- Yemi Remi como Lola

## Lanzamiento
El avance oficial se estrenó el 20 de febrero de 2012, junto con algunas fotos promocionales detrás de escena. La película tuvo su estreno en Silverbird Galleria, Lagos, el 3 de junio de 2012; el evento contó con la asistencia del vicegobernador del estado de Lagos: Adejoke Orelope-Adefulire. Según los informes, las cinco salas de cine utilizadas para la proyección estaban abarrotadas. Estuvo inicialmente disponible en cines seleccionados el 5 de junio de 2012. Se estrenó en el extranjero en el Greenwich Odeon Cinema de Londres el 5 de octubre del mismo año. También se proyectó en Escocia, un mercado no tradicional.
Se estrenó en VOD el 26 de abril de 2013 a través de Distrify. Fue lanzada en DVD el 29 de agosto de 2013.

## Recepción
Recibió críticas que iban generalmente de negativas a mixtas. Adedayo Odulaja de Daily Independent concluyó: "Aunque es una película con la que todos pueden identificarse fácilmente, se puede decir que el personaje de Mike ha llamado demasiado la atención. El factor de felices para siempre en la historia es otro que es claramente un tema exagerado en esta película". Augusta Okon de 9aijabooksandmovies comentó:  "La película lucha por dar vida a los ideales pretendidos por el autor. Si bien su adaptación es loable, distinguiéndola de las que se encuentran en el mar de obras originales, la trama estereotipada, la actuación carente de brillo y un par de subtramas insultan nuestra sensibilidad. Carece de profundidad y apenas llega cojeando a la línea de meta, solo por la destreza de actuación de los protagonistas". Ada Ude de Connect Nigeria señaló: "La trama satírica toca todos los aspectos; familia, relación, confianza, negligencia y abuso emocional y físico, como son evidentes en nuestra vida diaria. La trama era excelente y tenían una buena historia de la que todas las parejas jóvenes con movilidad ascendente en la actual Nigeria deberían estar conscientes, sin embargo, se debería haber prestado más atención a los muchos pequeños detalles, para una mejor ejecución de una historia maravillosa. Además, Akindele y Joseph simplemente no tenían chispas en pantalla". Myne Whitman criticó la representación de las mujeres en la película, y la señaló como parcial.

### Taquilla
Obtuvo una buena respuesta por parte del público al estrenarse y continuó con ingresos promedio, alcanzando el número tres en los cines de África Occidental.

### Reconocimientos
Fue nominada en cinco categorías en los Best of Nollywood Awards 2012, que incluyen "Película del año", "Director del año", "Mejor actriz principal en una película inglesa" para Akindele y "Actriz infantil del año" para Deola Faseyi; Benjamin ganó el premio al "Mejor actor principal en una película inglesa". Faseyi fue nuevamente nominado como "Mejor actor infantil" en los Nollywood Movies Awards de 2013
| Premios                            | Categoría                                      | Nominados       | Resultado |
| ---------------------------------- | ---------------------------------------------- | --------------- | --------- |
| Best of Nollywood Awards 2012      | Película del año                               | Tunde Laoye     | Nominado  |
| Best of Nollywood Awards 2012      | Director del año                               | Tunde Laoye     | Nominado  |
| Best of Nollywood Awards 2012      | Mejor actriz principal en una película inglesa | Funke Akindele  | Nominada  |
| Best of Nollywood Awards 2012      | Mejor actor principal en una película inglesa  | Joseph Benjamin | Ganador   |
| Best of Nollywood Awards 2012      | Actriz infantil del año                        | Deola Faseyi    | Nominada  |
| Red de películas de Nollywood 2013 | Mejor actor infantil                           | Adeola Faseyi   | Nominado  |
| XVII Premios del Cine Africano     | Mejor actriz de reparto (película inglesa)     | Kiki Omeili     | Ganadora  |